# Kiban
Kiban è un comune rurale del Mali facente parte del circondario di Banamba, nella regione di Koulikoro.
Il comune è composto da 6 nuclei abitati:
- Bako
- Dialakoro Banamba
- Dialakoro Peulh
- Kiban
- M'Piabougou
- Thiérola